# Amphisbaena kraoh
Espèce
Synonymes
- Bronia kraoh Vanzolini, 1971

Amphisbaena kraoh est une espèce d'amphisbènes de la famille des Amphisbaenidae.

## Répartition
Cette espèce est endémique du Tocantins au Brésil. Elle a été découverte à Pedro Afonso.

## Publication originale
- Vanzolini, 1971 : New Amphisbaenidae from Brasil. Papéis Avulsos de Zoologia, São Paulo, vol. 24, n. 14, p. 191-195.